# Rue Saint-Claude (Lyon)
Pour les articles homonymes, voir Rue Saint-Claude.
La rue Saint-Claude est une voie du quartier des pentes de la Croix-Rousse dans le 1er arrondissement de Lyon, en France.

## Situation et accès
La rue débute place du Griffon, au niveau de la rue de Lorette, et finit rue Terraille. La circulation se fait dans le sens de la numérotation et à double-sens cyclable. 

## Origine du nom
Saint Claude de Besançon (607-699) est un évêque de Besançon.

## Histoire
Sous l'ancien régime, il y avait une chapelle dédiée à saint Claude, qui était le siège d'une confrérie ; c'est cette chapelle qui donne son nom à deux rues. Il y avait la Grande Rue de Saint-Claude et la Petite Rue de Saint-Claude, toutes deux attestés en 1814. Elles deviennent un fragment de l'actuelle rue Saint-Claude en 1854, et un fragment de la Place du Griffon pour la Petite Rue de Saint-Claude.